# Melkersson-Rosenthals syndrom
Melkersson–Rosenthals syndrom (MRS), efter den svenske neurologen Ernst Gustaf Melkersson, 1898–1932, och den tyske neurologen Curt Rosenthal, 1892–1937. Ärftlig sjukdom med periodiskt förekommande inflammatorisk svullnad i ansiktet, särskilt i kinder, läppar och tunga. Karaktäristiskt är en kraftigt rynkad tunga. Övergående ansiktsförlamning är vanlig. Symptomen försvinner efter månader till år men kan sedan efter flera år återkomma. Effektiv behandling saknas. Kortisonpreparat används i svåra fall.